# آستاروث

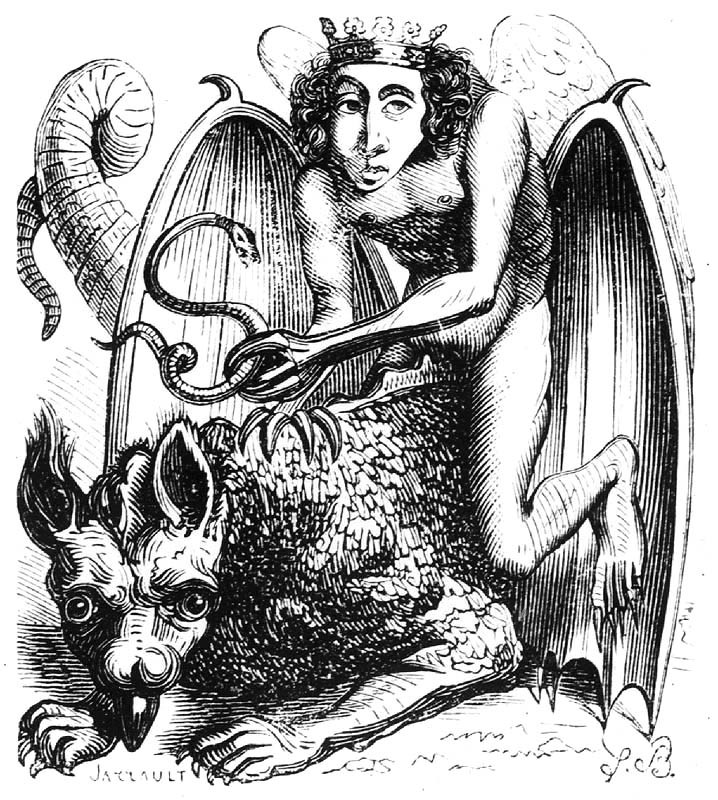
تصویر فرهنگ لغت جهنمی آستاروث (۱۸۱۸)

سیگیل آستاروث، همان‌طور که در کلید کوچک سلیمان نشان داده شده‌است

آستاروث (به انگلیسی:Astaroth)(همچنین اشتروت , آستارو و آستروت)، در شیطان‌شناسی، دوک بزرگ جهنم در سلسله مراتب اول با بلزبوب و لوسیفر شناخته می‌شود. او بخشی از تثلیث شیطانی است. او به عنوان یک شخصیت مرد شناخته شده‌است که به احتمال زیاد از نام الهه خاور نزدیک آسارته نامگذاری شده‌است.

## زمینه
نام آستاروث در نهایت از نام الهه فنیقیه آستارت در هزاره دوم پیش از میلاد، معادل ایشتار بابلی و اینانا سومری اولیه گرفته شده‌است. او در کتاب مقدس عبری به اشکال اشتورت (مفرد) و اشتروت (جمع، با اشاره به مجسمه‌های متعدد آن) ذکر شده‌است. این شکل اخیر مستقیماً در نسخه‌های یونانی و لاتین اولیه کتاب مقدس ترجمه شد، جایی که کمتر آشکار بود که در عبری یک مؤنث جمع بوده‌است.

## ظواهر در ادبیات
نام «آستاروت» به عنوان یک دیو نر برای اولین بار در کتاب آبراملین دیده می‌شود که ظاهراً به زبان عبری نوشته شده‌است. ۱۴۵۸، و در بیشتر گریمورهای پنهانی قرن‌های بعد تکرار شد. آستاروث همچنین بر اساس متون کابالیستی بعدی به عنوان یک دیو بزرگ مرتبط با قلیفوت (نیروهای مخالف) ظاهر می‌شود، زیرا او بر قلیفای مشتری، معروف به غاغشبله، حکومت می‌کند.
یوهان وایر شیطان‌شناس هلندی نیز آستاروث را در شبه سلطنت شیاطین (۱۵۷۷) چنین توصیف می‌کند: "آستاروت یک دوک بزرگ و نیرومند است که به شکل فرشته ای ناپاک بیرون می‌آید، بر روی اژدهای جهنمی نشسته و افعی را بر دست چپ خود حمل می‌کند. "، که همچنین مدعی حکومت بر ۴۰ لژیون بود. همچنین، به دلیل نفس بدبویی که داشت، جادوگر باید با حلقه ای جادویی به او نزدیک می‌شد. به‌طور مشابه در اثر قرن هفدهم کلید کوچک سلیمان به او اشاره شده‌است. او همچنین در «گریموریوم وروم» بدنام (گریمور واقعی)، به عنوان شاهزاده جهنمی که بر قاره آمریکا حکومت می‌کند، ظاهر می‌شود.
به گفته برخی از شیطان شناسان قرن شانزدهم، آگوست ماهی است که در آن حملات این شیطان علیه انسان شدیدتر است. به گفته سباستین میکایلیس، او یک شیطان سلسله مراتب اول است که با تنبلی، شک به خود و فلسفه‌های عقلانی اغوا می‌کند. حریف او سنت بارتولومی است که می‌تواند در برابر او محافظت کند زیرا او در برابر «وسوسه‌های آستاروث» مقاومت کرده‌است. برای دیگران، او علوم ریاضی و صنایع دستی تدریس می‌کند، می‌تواند مردان را نامرئی کند و آنها را به گنجینه‌های پنهان هدایت کند، و به هر سؤالی که برای او فرموله می‌شود پاسخ می‌دهد. همچنین گفته می‌شود که او به موجودات فانی قدرت بر مارها را می‌دهد.
به عنوان یکی از امضاکنندگان یک پیمان شیطانی با بزرگ شهری ذکر شد.
به گفته فرانسیس بارت (حدود ۱۸۰۱)، آستاروث شاهزاده متهمان و بازپرسان است. در هنر، در دیکشنری جهنمی (۱۸۱۸)، آستاروث به صورت مردی برهنه با بال‌های پر، تاج بر سر، مار در یک دست و سوار بر جانوری با بال‌های اژدها مانند و دم مار مانند به تصویر کشیده شده‌است.
آستاروث در کتاب علمی تخیلی، شکارچی هیولا بین‌المللی (کتاب ۱) اثر لری کوریا ظاهر می‌شود.

## ظواهر در فیلم
اشتروت یکی از سه شیطانی است که توسط فاستوس برای حمله به بنولیو در دکتر فاستوس (نمایش‌نامه) احضار شده‌است.
«ستاره آستوروت» در فیلم ۱۹۷۱ دیزنی ، دستگیره‌ها و جاروها، که شکل یک مدالیون جادویی را به خود می‌گیرد، برجسته است.
نام آستاروث در فیلم ترسناک چکش به سوی شیطان یک دختر محصول ۱۹۷۶ آمده‌است.
در سال ۱۹۲۰ در فیلم ترسناک صامت گولم: چگونه او به دنیا آمد، خاخام لوو و دستیارش آستاروث را احضار می‌کنند تا گولم را متحرک کنند که منجر به نتایج مرگبار و مخربی می‌شود.
آستاروث همچنین در سال ۲۰۰۷ در مجموعه تلویزیونی روابط خون ظاهر می‌شود. نماد در چند قسمت اول ظاهر می‌شود.
نماد آستاروت همچنین در فیلم ۲۰۱۸ آنتروم: مرگبارترین فیلم تاریخ و نمادی ازآستاروث بیش از ۱۷۰ بار در فیلم ظاهر می‌شود.
مهر سلیمانی آستاروث در پیو واکت ظاهر می‌شود.
آستاروث شخصیت اصلی فیلم «آستاروت» / «شیطان زن آستاروث» اثر کارگردان برزیلی لاریسا آنزواتگی است. نام شرکت سازنده فیلم نیز «آستاروث محصولات» است.
آستاروث به عنوان آنتاگونیست اصلی فیلم ریپد2 (2022) ظاهر می‌شود.